# Inguski Uniwersytet Państwowy
Inguski Uniwersytet Państwowy (ros. Государственное образовательное учреждение высшего профессионального образования "Ингушский государственный университет" (ГОУ ВПО ИнгГУ)) – rosyjski uniwersytet w Inguszetii. Został założony w 1994 roku.

## Wydziały
- Wydział Historyczny
- Wydział Prawa,
- Wydział Ekonomiczny,
- Wydział Finansów i Gospodarki,
- Wydział Fizyki i Matematyki,
- Wydział Technologii i Pedagogiki,
- Wydział Filologiczny,
- Wydział Medyczny,
- Wydział Agrotechniki,
- Wydział Biologiczno-Chemiczny,
- Departament międzywydziałowy

## Jednostki ogólnouczelniane i międzywydziałowe
W ramach Uniwersytetu funkcjonują także:
- Instytut Badań Społecznych;
- Centrum Badań Opinii;
- Regionalne Centrum Zatrudnienia Absolwentów;
- Centrum przekwalifikowania i szkolenia;
- Rada Młodych Naukowców Republiki Inguszetii;
- Wydziałowe koła naukowe;
- Samorząd studencki;
- Regionalny Komitet „Młoda Gwardia Jednej Rosji”;
- Drużyna piłkarska IPGG;
- Zespół choreograficzny „Młodzież Inguszetii"”;
- Zespół muzyczny „Twierdza”;
- Drużyna klubu Wesołych i Zaradnych.

## Podstawowe statystyki
W uczelni pracuje 508 wykładowców, w tym 53 profesorów – doktorów nauk, 275 docentów – doktorantów, z których 26 posiada tytuł Honorowy Pracownik Wyższego Szkolnictwa Zawodowego Federacji Rosyjskiej.
Uniwersytet zapewnia nauczanie w ramach 22 kierunków specjalistycznych, 17 – licencjackich, 9 – magisterskich, 10 kierunków studiów podyplomowych.

## Współpraca
- Uniwersytet Moskiewski,
- Państwowy Rosyjski Uniwersytet Pedagogiczny imienia A.I. Hercena(inne języki)
- Uniwersytet Finansów przy Rządzie Federacji Rosyjskiej(inne języki)
- Piatigorski Państwowy Uniwersytet Lingwistyczny(inne języki)
- Tiumeński Uniwersytet Państwowy(inne języki)
- Astrachański Uniwersytet Państwowy
- Instytut Fizyczny im. P.N. Lebiediewa
- Niemcy Instytut Antropologii Ewolucyjnej Maxa Plancka
- Niemcy Uniwersytet Techniczny w Dreźnie
- Stany Zjednoczone University of California